# Valser Bach (Sill)
Der Valser Bach, auch Valserbach, ist ein rechter Zufluss der Sill im Valser Tal in den Zillertaler Alpen in Tirol.

## Verlauf
Der Valser Bach entsteht aus dem Zusammenfluss von Alpeiner Bach und Zeischbach (auch: Tscheischbach) in Innervals.
Der 5,3 km lange Alpeiner Bach entspringt unterhalb des Alpeiner Ferners am Tuxer Hauptkamm auf 2175 m ü. A. (⊙). Der Zeischbach entspringt am Nordabhang des Kraxentragers in einer Höhe von 2424 m ü. A. (⊙) und hat eine Länge von 4,0 km.
Der Valser Bach fließt anschließend in nordwestlicher Richtung durch das Valser Tal. In St. Jodok am Brenner vereinigt er sich mit dem aus dem Schmirntal kommenden Schmirnbach, bevor er 1 km weiter bei Stafflach (Gemeinde Steinach am Brenner) in die Sill mündet. Gelegentlich wird der unterste Abschnitt ab dem Zusammenfluss auch als Schmirnbach bezeichnet.
Der Valser Bach ist 8,3 km lang, mit dem Alpeiner Bach als längstem Quellbach kommt er auf eine Länge von 13,6 km und einen Höhenunterschied von 1079 m.
Zahlreiche Flurnamen im Valser Tal, wie Sillalm, Sillkogel oder Sillbach, deuten darauf hin, dass früher der Valser Bach als Oberlauf der Sill angesehen wurde.

## Einzugsgebiet und Wasserführung
Das Einzugsgebiet des Valser Baches beträgt 110,3 km², davon sind 1,8 km² (rund 1,5 %) vergletschert.
Der höchste Punkt im Einzugsgebiet ist der Olperer mit 3476 m ü. A. Bei seiner Einmündung entwässert der Schmirnbach mit 62,0 km² ein deutlich größeres Einzugsgebiet als der Valser Bach mit 47,3 km².
Der mittlere Abfluss am Pegel St. Jodok, unterhalb des Zusammenflusses von Valser Bach und Schmirnbach, beträgt 3,37 m³/s, was einer Abflussspende von 31 l/s·km² entspricht. Der Valser Bach weist ein Abflussregime auf, wie es für einen Gebirgsbach ohne nennenswerten Gletschereinfluss typisch ist. Der mittlere Abfluss ist im wasserreichsten Monat Juni (7,59 m³/s) sieben Mal höher als im wasserärmsten Monat Februar (1,07 m³/s).

## Ökologie
Der Oberlauf und die Quellbäche liegen im Naturschutzgebiet Valsertal, sie sind naturbelassen, teilweise mäandrierend und mit Grauerlen-Auwäldern bewachsen. Der Rest ist verbaut mit kürzeren naturnahen Abschnitten. Der Valser Bach weist im gesamten Verlauf Gewässergüteklasse I-II auf (Stand 2005).